# Долонно-підошовний синдром
Доло́нно-підо́шовний синдро́м (ДПС) або долонно-підошовна еритродизестезі́я (ДПЕ) — почервоніння, набряк шкіри долонь і підошов, часто супроводжується болісними відчуттями, парестезіями (оніміння, відчуття «повзання мурашок»). Найчастіше синдром виникає як ускладнення хіміотерапії, також може розвиватись при серпоподібноклітинній анемії, прийомі наркотиків.

## Патогенез
На сьогодні невідомий.

## Клінічні ознаки
Тяжкість синдрому може варіювати від безболісного припухання шкіри у вище названих ділянках тіла (1 ступінь) до появи болючих пухирів, відшарування епідермісу зі зниженням його функцій (3 ступінь).

## Лікування
Проводять симптоматичне лікування (обезболюючі, кортикостероїди, вітамін В6, крем з 10%-вим вмістом уридину
, охолодження шкіри). Зазвичай синдром проходить через кілька тижнів після припинення хіміотерапії.
До цитостатичних лікарських препаратів, що можуть спричинити долонно-підошовний синдром, відносять капецитабін, циклофосфамід, цитарабін, доцетаксел, доксорубіцин, фторурацил, паклітаксел, сорафеніб, сунітиніб.